# UAZ Patriot
Der UAZ Patriot (russisch УАЗ Патриот, aufgrund genormter Typenbezeichnungen auch UAZ-3163, russisch УАЗ-3163) ist ein Geländewagen des russischen Automobilherstellers UAZ, kurz für Uljanowski Awtomobilny Sawod. Varianten mit einem Nutzfahrzeugaufbau werden auch als UAZ Pickup und UAZ Cargo (russisch УАЗ Пикап und УАЗ Карго) vermarktet.

## Geschichte
Das Fahrzeug wurde 2005 auf der Moskau International Motor Show vorgestellt und wird seitdem als Nachfolger des UAZ Simbir erfolgreich in Russland und anderen osteuropäischen Staaten verkauft. Zwischen 2007 und 2012 wurde der Geländewagen unter dem Namen Baijah Tulos zu Preisen ab 22.900 Euro auch nach Deutschland exportiert.
Anlässlich des 70-jährigen Firmenjubiläums des Herstellers wurde 2012 ein limitiertes Sondermodell des Patriot verkauft.
Zwischen 2012 und 2014 wurde der Geländewagen technisch weiterentwickelt.
Eine erste optische Überarbeitung erhielt der Patriot 2014. Zum Modelljahr 2017 erhielt der Geländewagen Airbags und ESP.
Im Dezember 2020 wurde angekündigt, dass das Fahrzeug ab 2021 als Bremach Taos in den USA verkauft werden soll.
Der UAZ Patriot war zeitweilig auch mit Dieselmotoren vom Typ F1A von Iveco verfügbar. Grund war, dass Sollers, der Mutterkonzern des Uljanowski Awtomobilny Sawods, eine Kooperation mit Fiat-Konzern (zu dem IVECO gehörte) eingegangen war und für den russischen Markt auch den Fiat Ducato baute. Nachdem die Kooperation 2012 geendet hatte, wurden auch keine Motoren mehr zugeliefert. Entsprechend wurde ab 2012 auf einen russischen Dieselmotor vom Typ ZMZ-514 aus dem Sawolschski Motorny Sawod zurückgegriffen. Das Motorenwerk aus der Stadt Sawolschje gehört ebenfalls zum Mutterkonzern Sollers und liefert auch die Ottomotoren für den UAZ Patriot zu. Allerdings hatte das Triebwerk stets Zuverlässigkeitsprobleme und wurde mittlerweile ersatzlos aus dem Angebot gestrichen.
Seit April 2025 wird der Wagen auch in Kuba im SKD-Verfahren gefertigt.

## Modellvarianten
Auf Basis des Patriot werden seit 2008 verschiedene Modelle mit abweichenden Aufbauten angeboten. Darunter sind, Stand 2017:
- Der UAZ Patriot, russisch УАЗ Патриот, zur Unterscheidung auch als „gewöhnlicher UAZ Patriot“ bezeichnet, ist das Standardmodell als fünftüriger Kombi. Er ist in insgesamt sieben Ausstattungsvarianten verfügbar. Dabei ist die als „Standard“ bezeichnete Variante auch in den äußeren Abmessungen je um einige Millimeter kleiner. Unter den anderen Versionen befindet sich eine Sonderedition mit Bezug zum Computerspiel World of Tanks.[8] Für kommerzielle Zwecke werden nur vier der sieben Ausstattungsvarianten angeboten.[9]
- Der UAZ Pickup, russisch УАЗ Пикап, zur Unterscheidung auch als „gewöhnlicher Pick-up“ bezeichnet, ist eine Variante mit Doppelkabine und ausgeformter sowie in Wagenfarbe lackierter Ladefläche. Das Modell kann 725 kg Nutzlast befördern, hat einen Radstand von 3000 mm und hat ein zulässiges Gesamtgewicht von 2860 kg. Er ist mit Stand 2017 ebenso wie alle anderen Modelle lediglich mit einem 2,7-Liter-Ottomotor vom Typ ZMZ-40906 verfügbar, der 134,6 PS (99 kW) leistet.[10]
- Unter der Bezeichnung UAZ Cargo, russisch УАЗ Карго, wird ein Modell mit einfacher, rechteckiger Stahlpritsche und Plane angeboten. Alle Modelle mit diesem Namen werden nur mit kurzer Kabine gebaut. Auch hier beträgt die Zuladung 725 kg, der Motor ist der gleiche wie in allen Modellen. Da das Leergewicht mit 2050 kg etwas geringer ist als beim UAZ Pickup, beträgt das zulässige Gesamtgewicht nur 2775 kg.[11] Seit 2017 werden die Fahrzeuge als UAZ Profi (russisch УАЗ Профи) angeboten.[12]

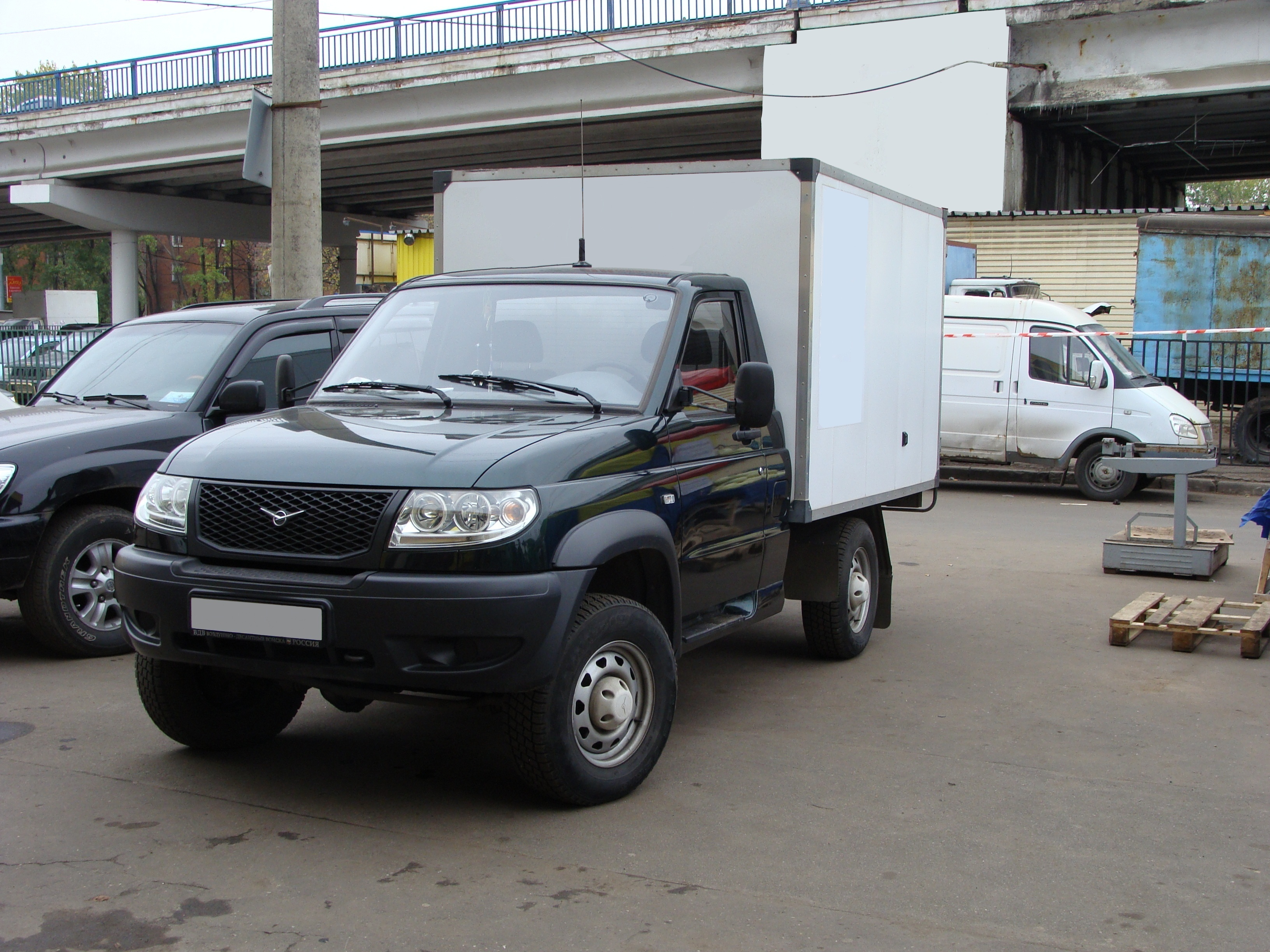
UAZ-Cargo mit Kofferaufbau (2011)

- Ebenfalls als UAZ Cargo werden zwei Modelle mit Kastenaufbau angeboten. Dabei handelt es sich bei einem Aufbau um einen Isotherm-Koffer zum Transport von Lebensmitteln und bei der anderen Variante um ein Modell mit Aufbau ohne Kühlung.[13][14]

- Das Fahrzeug kommt in Russland auch als Polizeifahrzeug im Einsatz.[15]

- Unter der Bezeichnung  UAZ 3163-103 ist das Fahrzeug im russischen Heer im Einsatz.[16] Auf der Basis der Cargo-Version lassen sich auf die Ladefläche verschiedene Waffentypen montieren, darunter Maschinengewehre mit den Kalibern 7,62 und 12,7 mm, Granatwerfer und auch Mörser mit einem Kaliber von u. a. 82 mm.[17]

## Technische Daten
Zum Marktstart war das Fahrzeug mit einem 94 kW (128 PS) starken 2,7-Liter-Ottomotor und einem 85 kW (116 PS) starken 2,3-Liter-Iveco-Dieselmotor verfügbar. 2012 ersetzte UAZ den Dieselmotor durch ein neues 2,2-Liter großes Triebwerk. 2016 wurde dieses ersatzlos vom Markt genommen. Außerdem leistet der Ottomotor seitdem 99 kW (135 PS). Zum Modelljahr 2019 leistet der Ottomotor 110 kW (150 PS).
|                                             | 2.7 Ottomotor                 | 2.7 Ottomotor                 | 2.7 Ottomotor                 | 2.3 Diesel                      | 2.2 Diesel                      |
| Bauzeitraum                                 | 2005–2016                     | 2016–2018                     | seit 2018                     | 2005–2012                       | 2012–2016                       |
| Motorkenndaten                              |                               |                               |                               |                                 |                                 |
| Motortyp                                    | Reihen-Vierzylinder-Ottomotor | Reihen-Vierzylinder-Ottomotor | Reihen-Vierzylinder-Ottomotor | Reihen-Vierzylinder-Dieselmotor | Reihen-Vierzylinder-Dieselmotor |
| Hubraum                                     | 2693 cm³                      | 2693 cm³                      | 2693 cm³                      | 2287 cm³                        | 2235 cm³                        |
| max. Leistung bei min−1                     | 94 kW (128 PS) / 4500–4700    | 99 kW (135 PS) / 4600         | 110 kW (150 PS) / 5000        | 85 kW (116 PS) / 3900           | 84 kW (114 PS) / 3500           |
| max. Drehmoment bei min−1                   | 210 Nm / 2400–2600            | 217 Nm / 3900                 | 235 Nm / 2650                 | 270 Nm / 1800–2800              | 270 Nm / 1800–2800              |
| Kraftübertragung                            |                               |                               |                               |                                 |                                 |
| Antrieb                                     | Allradantrieb                 | Allradantrieb                 | Allradantrieb                 | Allradantrieb                   | Allradantrieb                   |
| Getriebe                                    | 5-Gang-Schaltgetriebe         | 5-Gang-Schaltgetriebe         | 5-Gang-Schaltgetriebe         | 5-Gang-Schaltgetriebe           | 5-Gang-Schaltgetriebe           |
| Getriebe, optional                          |                               |                               | 6-Gang-Automatik              |                                 |                                 |
| Messwerte                                   |                               |                               |                               |                                 |                                 |
| Höchstgeschwindigkeit                       | 150 km/h                      | 150 km/h                      | 150 km/h                      | 135 km/h                        | 135 km/h                        |
| Beschleunigung, 0–100 km/h                  | 19,0 s                        | 19,0 s                        | 12,7 s                        | k. A.                           | k. A.                           |
| Kraftstoffverbrauch auf 100 km (kombiniert) | 11,5 l Super                  | 11,5–11,8 l Super             | 11,5 l Super                  | 9,5 l Diesel                    | 9,5 l Diesel                    |

## Nutzerstaaten
- Russland: Ab dem Ende 2017 befinden sich 90 UAZ Patriot in der „Pick-Up“-Variante im Dienst der 30. motorisierten Brigade der Infanterie des russischen Heeres, in der Nähe von Samara.[19]
- Ukraine: UAZ Patriot sind im Einsatz der Polizei und des Grenzschutzes.[20]

## Bilder

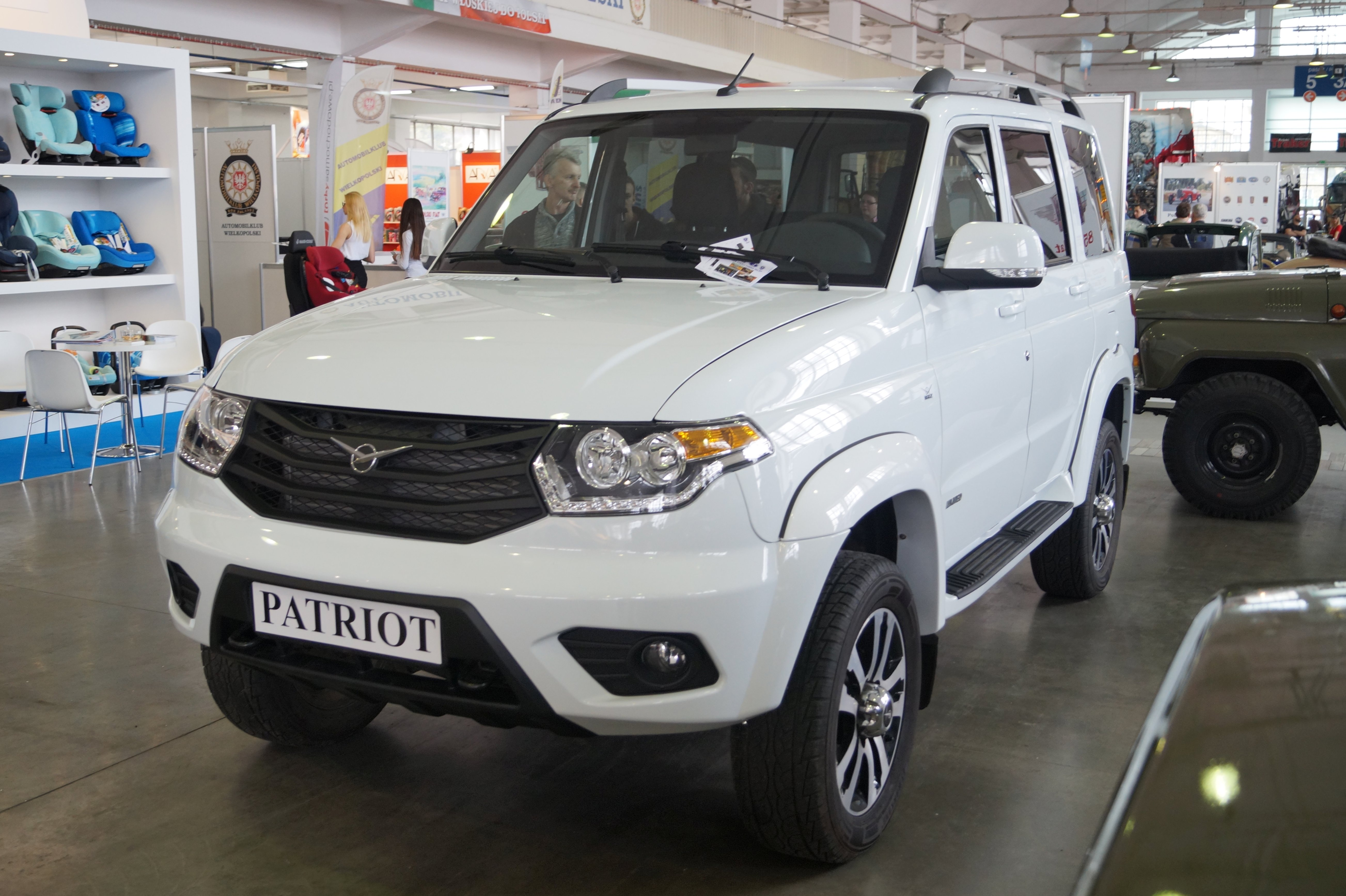
UAZ Patriot (2014–2016)
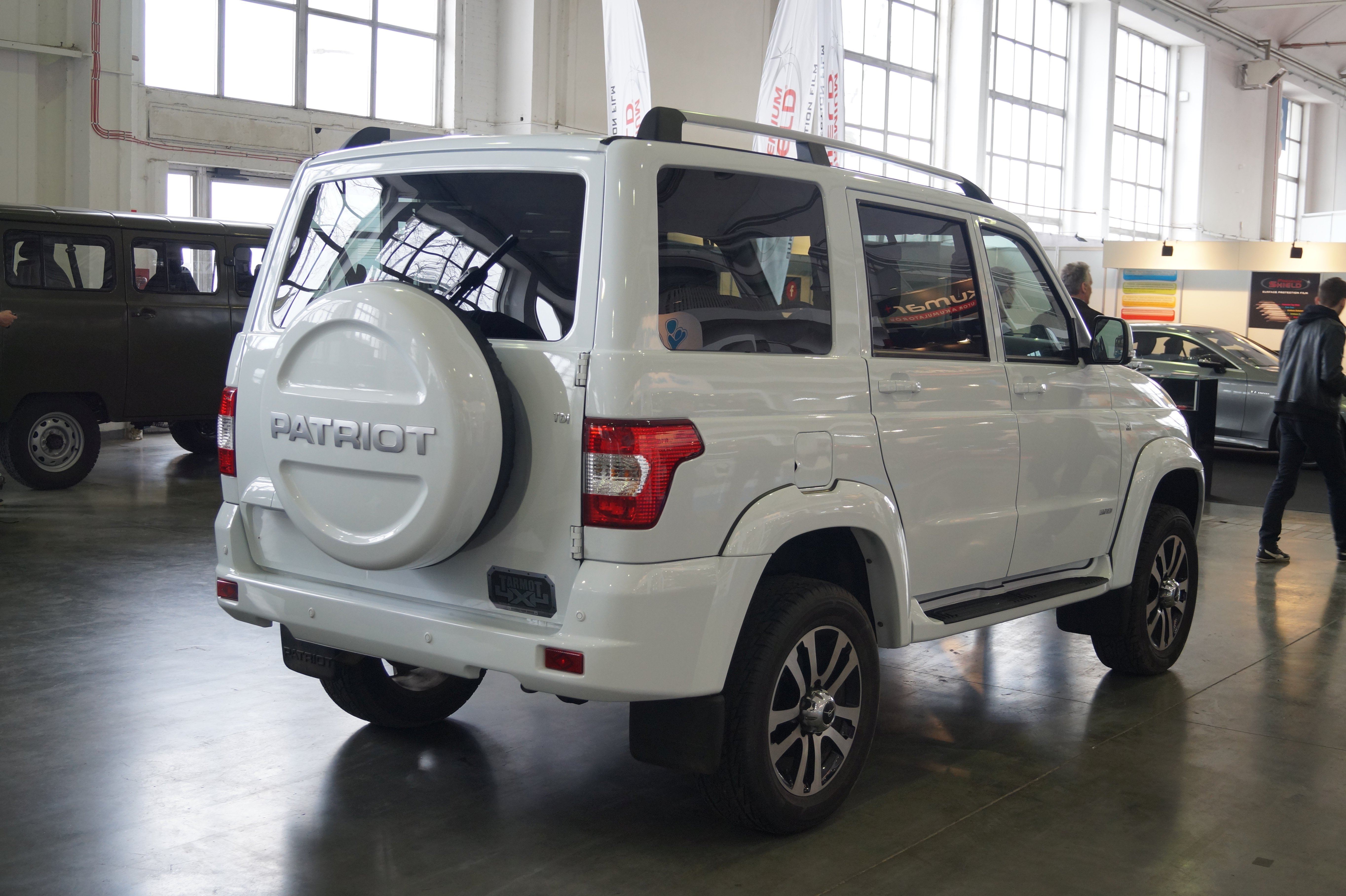
Heckansicht
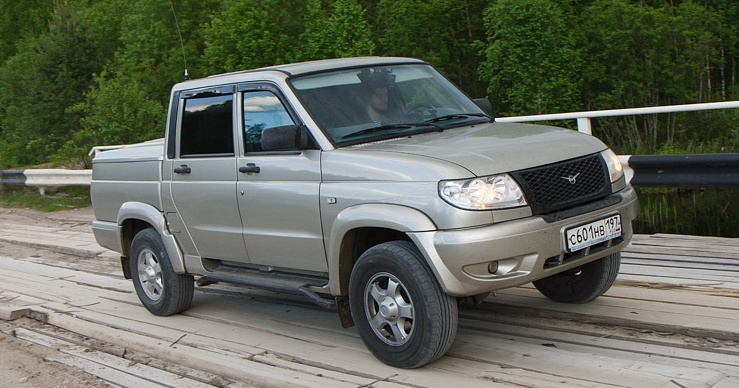
UAZ Pick-up (2005–2014)
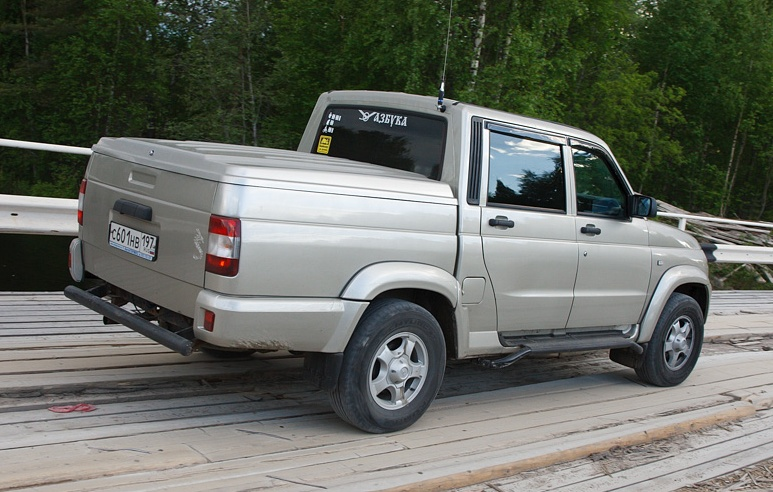
Heckansicht
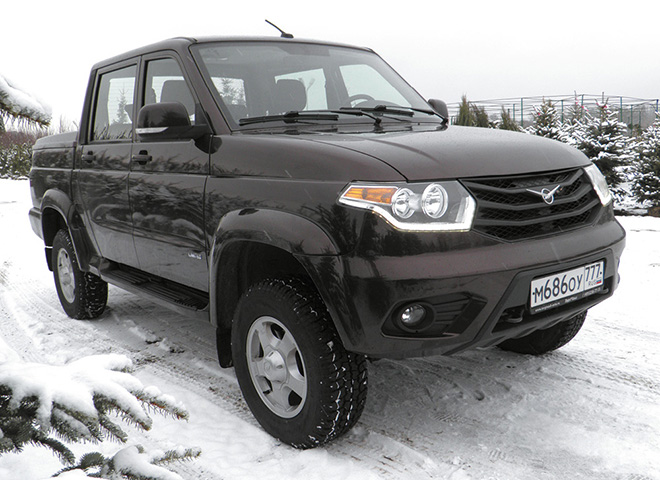
UAZ Pick-up (2014–2016)
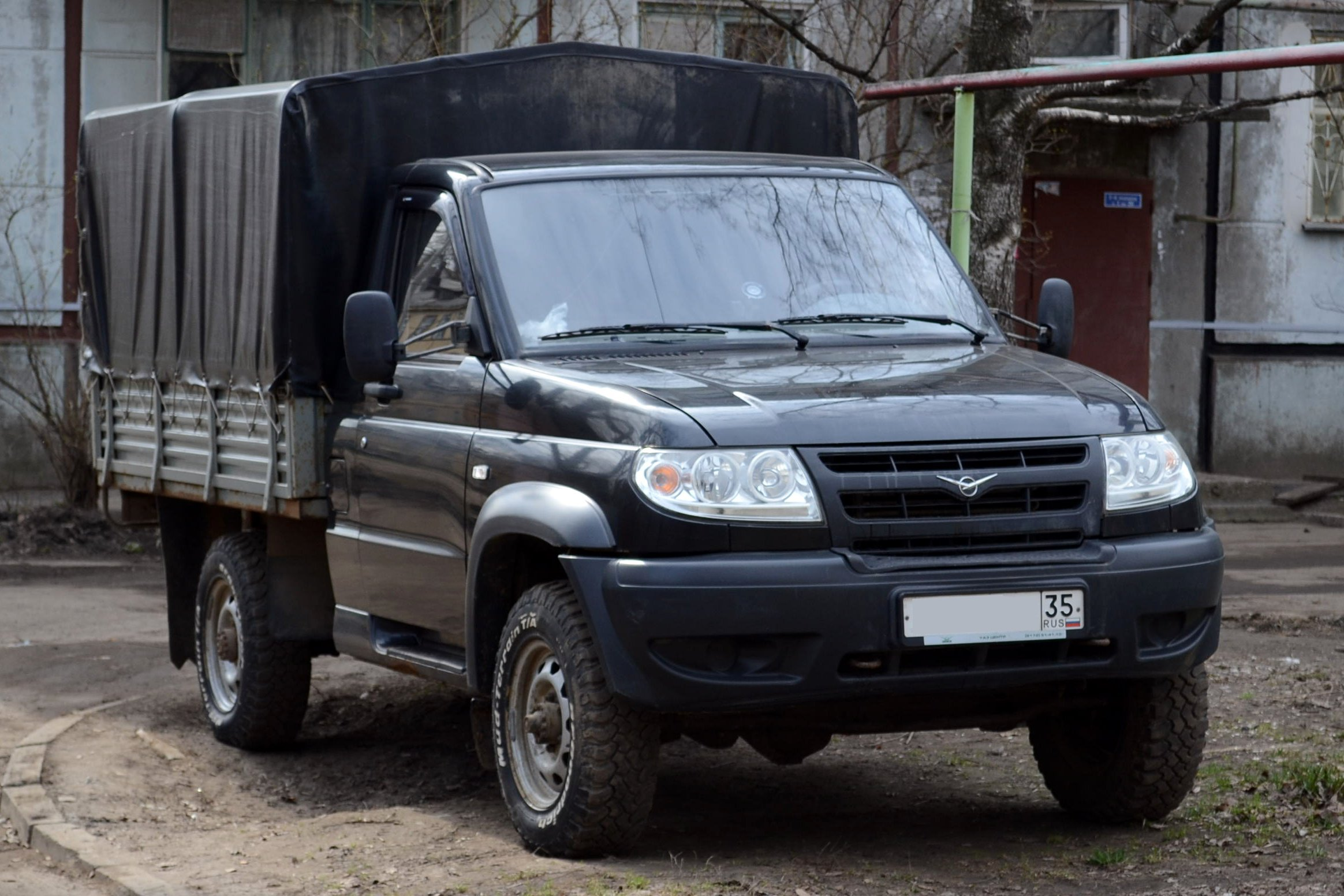
UAZ Cargo (2005–2014)
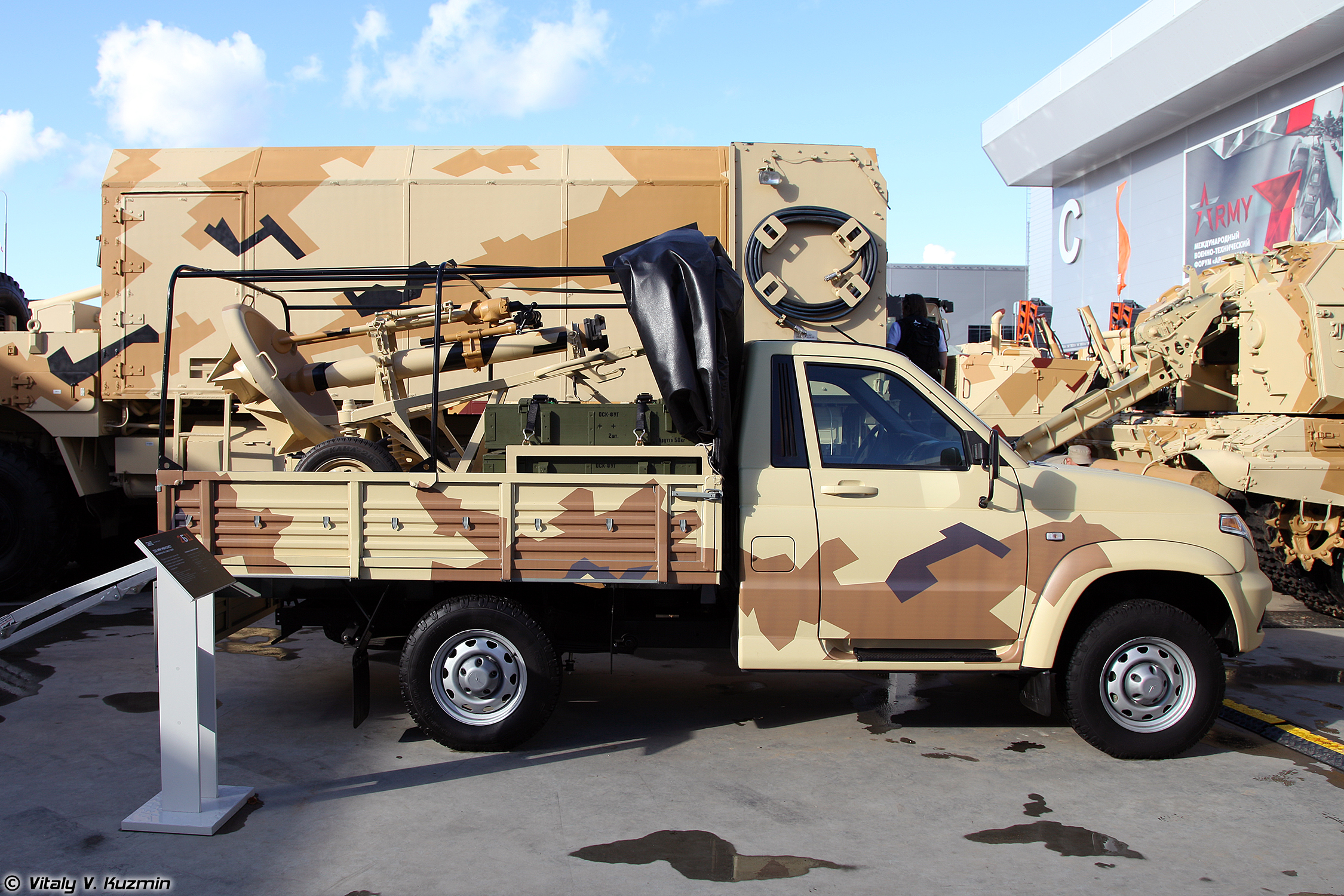
UAZ Cargo mit schwerem 120-mm-Mörser für die Armee